# Mühlviertler Hasenjagd
Le Mühlviertler Hasenjagd (allemand : la chasse aux lièvres du Mühlviertel) est le nom donné à un crime de guerre nazi commis en Autriche en février 1945, lors duquel des soldats, des membres d'associations nazies et des civils « chassèrent » et assassinèrent des prisonniers soviétiques évadés du camp de Mauthausen dans la région du Mühlviertel.

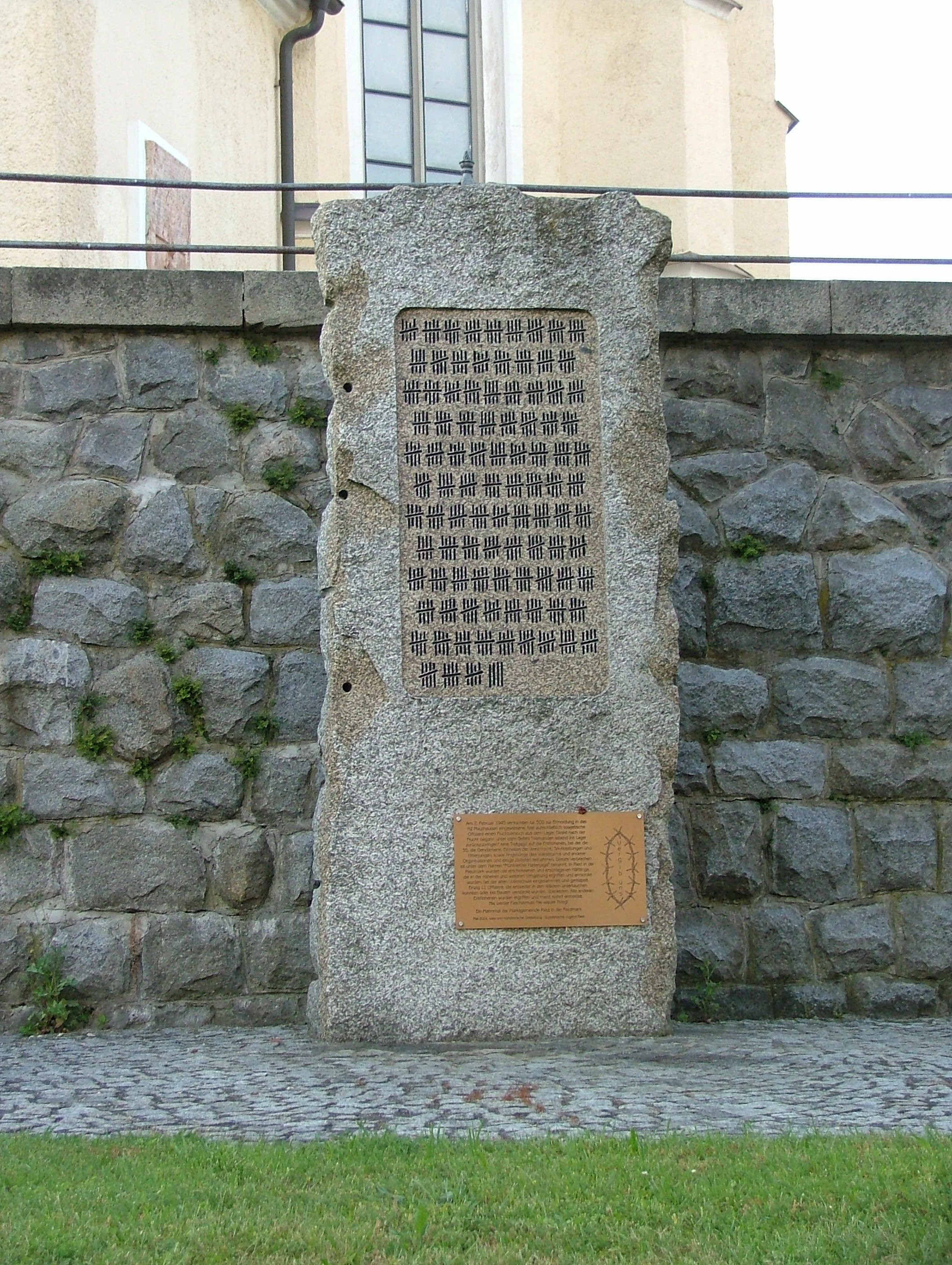
Monument commémoratif élevé en 2001 à Ried in der Riedmark.

Cette chasse à l'homme fut appelée plus tard par les SS « chasse aux lièvres du Mühlviertel ». La fuite de prisonniers constitue un événement unique dans l'histoire du camp de Mauthausen.

## Déroulement

### Fuite des prisonniers

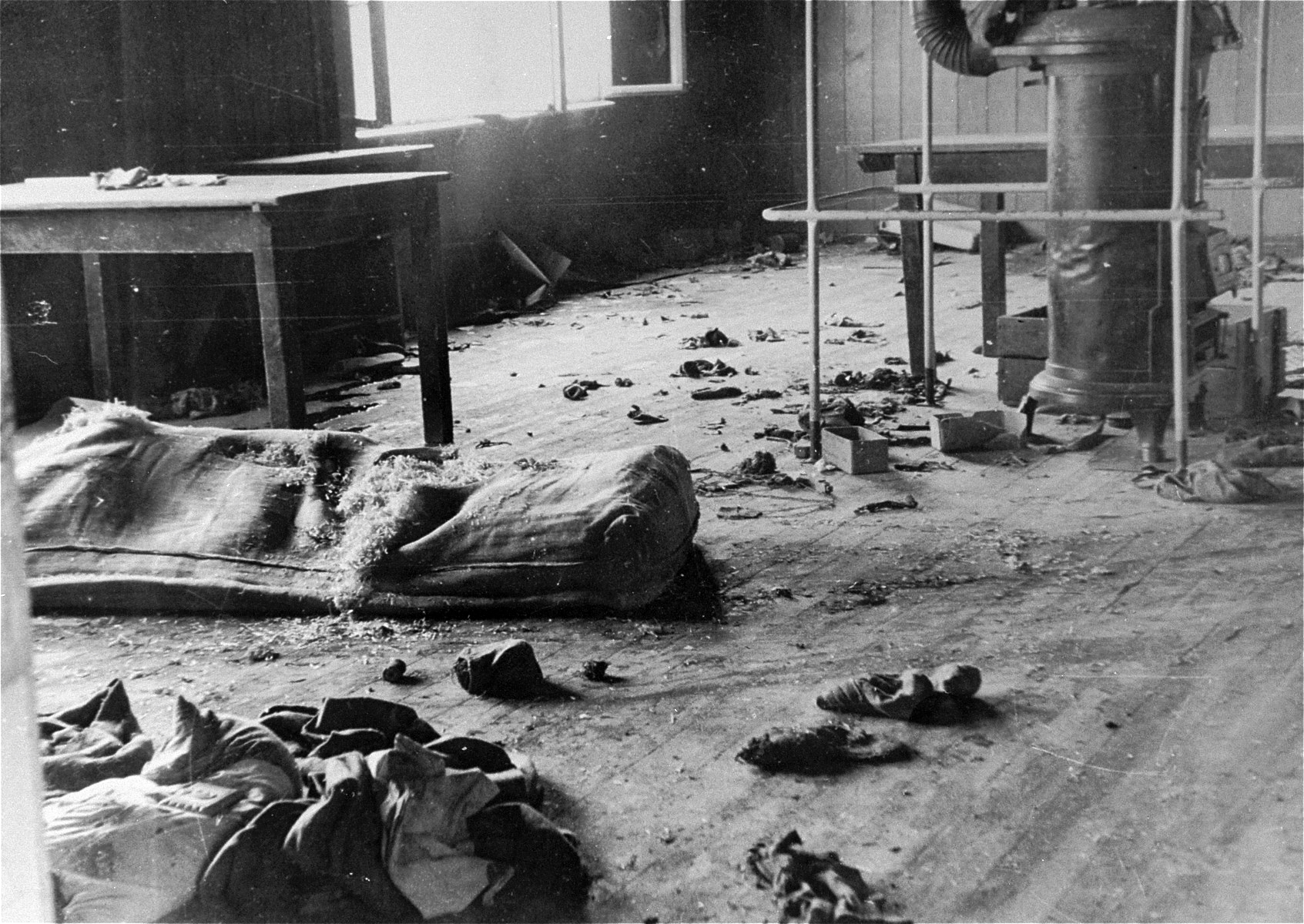
Le bloc 20 après l'évasion des prisonniers soviétiques.

Dans la nuit du 2 février 1945, environ 500 prisonniers du camp, essentiellement des officiers soviétiques prisonniers de guerre, entreprirent une tentative de fuite du Block 20 par −8 °C. À l'aide des extincteurs de leur baraquement et de divers objets comme des couvertures ou des planches, un groupe attaqua les deux tours de garde pendant qu'un second groupe provoquait des courts-circuits sur les barbelés électriques avec des couvertures et des vêtements mouillés. Ils escaladèrent ensuite le mur du camp.
419 prisonniers réussirent d'abord à quitter l'enceinte du camp. Nombre d'entre eux, affamés, s'écroulèrent toutefois peu après dans la neige, épuisés ou atteints par les balles allemandes. Tous ceux qui n'avaient pas atteint la forêt, et 75 prisonniers malades restés au camp furent exécutés la nuit même.
Plus de 300 prisonniers réussirent à fuir dans la forêt.

### La «chasse»
Le matin même, la direction du camp appela à une « traque » à laquelle la population civile prit part aux côtés des SS, SA, de la gendarmerie, des pompiers, de l'armée et d'associations nazies comme les jeunesses hitlériennes locales et le Volkssturm. Le but de cette « chasse », qui dura trois semaines, était de « ne ramener personne vivant au camp ».
La plus grande partie des fugitifs furent attrapés et la plupart du temps exécutés ou lynchés sur le lieu de leur capture. Les prisonniers tués furent amenés à Ried in der Riedmark, centre de cette « chasse », où les cadavres furent entassés. Ceux qui ramenaient des prisonniers vivants étaient conspués par la foule.
La police criminelle de Linz rapporta plus tard à l'office central de la sécurité du Reich : « sur 419 fugitifs [ceux qui avaient réussi à quitter l'enceinte du camp] […] dans la région de Mauthausen, Gallneukirchen, Wartberg, Pregarten, Schwertberg, Perg, plus de 300 au total furent arrêtés, dont 57 vivants. »
Seuls 11 officiers soviétiques ont survécu à la chasse et à la fin de la guerre. Certaines familles de paysans et des travailleurs forcés étrangers cachèrent des prisonniers malgré les risques très élevés ou nourrirent ceux qui se cachaient dans la forêt. Trois mois plus tard, la guerre était finie et les fugitifs étaient en sécurité.

## Travail de mémoire
En 1948, deux affaires furent instruites aux tribunaux de Vienne et de Linz.
Cet événement devint célèbre à la suite du film du réalisateur Andreas Gruber L'Espace de la grâce (Hasenjagd – Vor lauter Feigheit gibt es kein Erbarmen) (1994). Avec 123 000 spectateurs en Autriche, il fut le plus grand succès du cinéma autrichien cette année-là.
Le documentaire Aktion K de Bernhard Bamberger, tourné à la même époque, s'intéresse d'une part aux réactions de la population lors du tournage, et d'autre part donne la parole aux témoins directs des événements de 1945. En 1994, il fut couronné du Grand Prix autrichien de l'Éducation populaire et fut diffusé plusieurs fois depuis dans l'espace germanophone.
En mai 2001, à l'initiative des Jeunesses socialistes de Ried in der Riedmark, un monument à la mémoire de ce Mühlviertler Hasenjagd fut inauguré.